# Hugh James Rose
Hugh James Rose (1795–1838) est un prêtre et théologien anglican anglais qui est le deuxième directeur du King's College de Londres.

## Biographie
Il est né à Little Horsted dans le Sussex le 9 juin 1795 et fait ses études à la Uckfield School, où son père est maître, et au Trinity College de Cambridge, où il obtient le diplôme de baccalauréat ès arts en 1817, mais rate une bourse. Il est alors président de la Cambridge Union Society pour le mandat de Michaelmas 1817. Ayant été ordonné au diaconat en 1818, il est nommé curé à Buxted, Sussex, en 1819. Il épouse Anne Cuyler et est prêtre plus tard cette année-là. En 1821, il est nommé au presbytère de Horsham, Sussex.
Après avoir voyagé en Allemagne, Rose prononce en tant que prédicateur à Cambridge, quatre discours contre le Rationalisme. En 1827, il reçoit la prébende de Middleton, qu'il occupe jusqu'en 1833. En 1830, il accepte le presbytère de Hadleigh, Suffolk, et en 1833 celui de Fairsted, Essex, et en 1835 le vicariat perpétuel de St Thomas, Southwark. Rose est un partisan de la Haute Église qui, pour propager ses vues, fonde le British Magazine en 1832 et entre ainsi en contact avec les dirigeants du mouvement d'Oxford. D'une conférence à son presbytère à Hadleigh, Suffolk est née l'Association des Amis de l'Église, formée par Hurrell Froude et William Palmer.
En 1833-1834, Rose est professeur de théologie à l'Université de Durham, poste que sa mauvaise santé l'oblige à quitter. Il est nommé directeur du King's College de Londres, en octobre 1836, mais tombe malade de la grippe, et après deux ans de mauvaise santé, il meurt à Florence, le 22 décembre 1838. Il est enterré à le cimetière anglais de Florence, son nom dans le registre donné comme "Ugo Giacomo Rose", sa tombe Scipion portant une longue épitaphe en latin.

## Œuvres
Rose publie en 1825 sous le titre L'état de la religion protestante en Allemagne. Le livre est sévèrement critiqué en Allemagne, et en Angleterre par Edward Pusey. En 1836, il devient rédacteur en chef de l'Encyclopædia Metropolitana, et il projette le New General Biographical Dictionary, un plan réalisé par son frère Henry John Rose (en) (1800–1873).